# Gillberga socken, Södermanland
Gillberga socken i Södermanland ingick i Västerrekarne härad, ingår sedan 1971 i Eskilstuna kommun och motsvarar från 2016 Gillberga distrikt.
Socknens areal är 53,40 kvadratkilometer, varav 53,05 land. År 2000 fanns här 1 506 invånare.  Godset Biby samt sockenkyrkan Gillberga kyrka ligger i socknen.  

## Administrativ historik
Gillberga socken har medeltida ursprung.  
Vid kommunreformen 1862 övergick socknens ansvar för de kyrkliga frågorna till Gillberga församling och för de borgerliga frågorna till Gillberga landskommun. Landskommunen inkorporerades 1952 i Västra Rekarne landskommun som 1971 uppgick i Eskilstuna kommun. Församlingen uppgick 2002 i Västra Rekarne församling.
1 januari 2016 inrättades distriktet Gillberga, med samma omfattning som församlingen hade 1999/2000.
Socknen har tillhört län, fögderier, tingslag och domsagor enligt vad som beskrivs i artikeln Västerrekarne härad.  De indelta soldaterna tillhörde Södermanlands regemente, Väster Rekarne kompani.

## Geografi
Gillberga socken ligger väster om Eskilstuna med Hjälmaren i väster och kring Hyndevadsström. Socknen är en småkuperad slättbygd med inslag av skog och kärr.

Karta över en del av Gillberga socken från 1600-talet.

## Fornlämningar
Från bronsåldern finns spridda gravrösen och skärvstenshögar. Från järnåldern finns cirka 30 gravfält. En fornborg har påträffats.

## Namnet
Namnet (1354 Gilbergha) kommer från kyrkbyn innehåller gilb(i)ärrgh med oklar tolkning.